# 西斯寧緣區政府

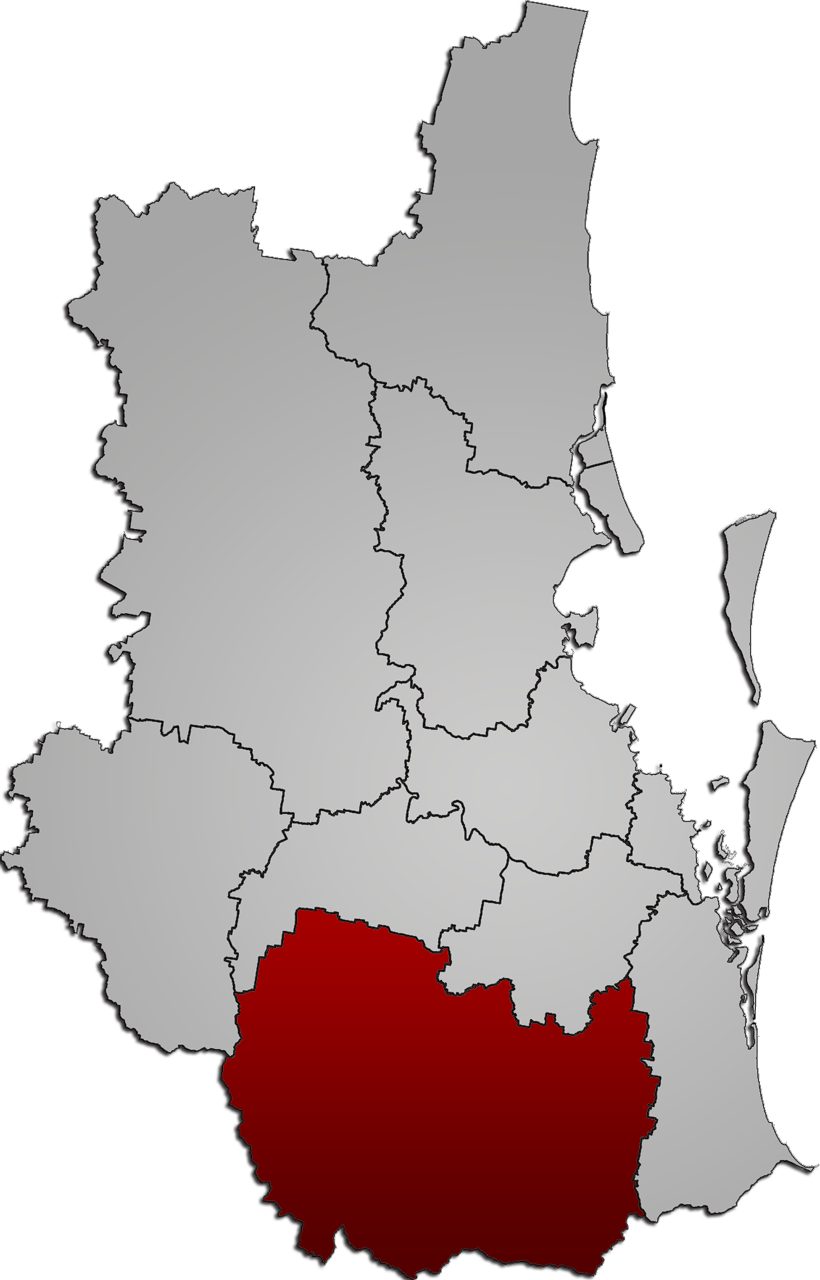
「西斯寧緣區」位置圖

西斯寧緣區政府（英語：Scenic Rim Region）是澳大利亞昆士蘭州成立於2008年3月的一個地方政府，轄境有4,256平方公里，統轄著昔時「本納郡」的全境、「波德瑟郡」南部與伊普斯威奇市西部的2區。根據2006年的人口調查，居民有34,659人。

## 議會
西斯寧緣區議會有議席6座，區長為直選；年度預算有澳幣3,300萬。

## 外部連結
- 西斯寧緣區政府